# Kolem Ománu 2022
11. ročník etapového cyklistického závodu Kolem Ománu se konal mezi 10. a 15. únorem 2022 v Ománu. Celkovým vítězem se stal Čech Jan Hirt z týmu Intermarché–Wanty–Gobert Matériaux. Na druhém a třetím místě se umístili Ital Fausto Masnada (Quick-Step–Alpha Vinyl) a Portugalec Rui Costa (UAE Team Emirates). Závod byl součástí UCI ProSeries 2022 na úrovni 2.Pro.
Závod se vrátil po dvouleté přestávce a poprvé se konal jako součást UCI ProSeries. Ročník 2020 byl zrušen kvůli národnímu smutku po úmrtí sultána Kábúse bin Saída, zatímco ročník 2021 byl zrušen kvůli pandemii covidu-19.

## Týmy
Závodu se zúčastnilo 7 z 18 UCI WorldTeamů, 9 UCI ProTeamů, 1 UCI Continental tým a ománský národní tým. Pouze týmy UAE Team Emirates, Bingoal Pauwels Sauces WB, Burgos BH, Team Novo Nordisk a ománský národní tým přijely s maximálním počtem 7 závodníků. Týmy Quick-Step–Alpha Vinyl, Intermarché–Wanty–Gobert Matériaux, Team BikeExchange–Jayco, Groupama–FDJ, Uno-X Pro Cycling Team, Bardiani–CSF–Faizanè a Gazprom–RusVelo přijely s 6 závodníky, zbytek týmů nastoupil jen s 5 jezdci. Závod tak odstartovalo 101 jezdců. Do cíle v Matře dojelo 87 z nich.
UCI WorldTeamy
- Cofidis
- Groupama–FDJ
- Intermarché–Wanty–Gobert Matériaux
- Quick-Step–Alpha Vinyl
- Team BikeExchange–Jayco
- Team DSM
- UAE Team Emirates

UCI ProTeamy
- Arkéa–Samsic
- B&B Hotels–KTM
- Bardiani–CSF–Faizanè
- Bingoal Pauwels Sauces WB
- Burgos BH
- Euskaltel–Euskadi
- Gazprom–RusVelo
- Team Novo Nordisk
- Uno-X Pro Cycling Team

UCI Continental týmy
- Astana Qazaqstan Development Team

Národní týmy
- Omán

## Trasa a etapy
| Etapa         | Datum         | Trasa                                         | Vzdálenost | Typ    | Typ            | Vítěz                  |
| ------------- | ------------- | --------------------------------------------- | ---------- | ------ | -------------- | ---------------------- |
| 1             | 10. února     | Pevnost Al Rustak – Ománské exhibiční centrum | 138 km     |        | Rovinatá etapa | Fernando Gaviria (COL) |
| 2             | 11. února     | Naseem Park – Suhár                           | 167,5 km   |        | Rovinatá etapa | Mark Cavendish (GBR)   |
| 3             | 12. února     | Univerzita sultána Kábúse – Qurayyat          | 180 km     |        | Zvlněná etapa  | Anthon Charmig (DEN)   |
| 4             | 13. února     | Al Sífah – Královská opera Maskat             | 119,5 km   |        | Zvlněná etapa  | Fausto Masnada (ITA)   |
| 5             | 14. února     | Samájl – Džebel Achdar                        | 150,5 km   |        | Horská etapa   | Jan Hirt (CZE)         |
| 6             | 15. února     | Al Mouj Maskat – Matra                        | 132,5 km   |        | Rovinatá etapa | Fernando Gaviria (COL) |
| Celková délka | Celková délka | Celková délka                                 | 888 km     | 888 km | 888 km         | 888 km                 |

## Průběžné pořadí
| Etapa          | Vítěz            | Celkové pořadí   | Bodovací soutěž  | Soutěž mladých jezdců | Soutěž bojovnosti | Soutěž týmů                        |
| -------------- | ---------------- | ---------------- | ---------------- | --------------------- | ----------------- | ---------------------------------- |
| 1              | Fernando Gaviria | Fernando Gaviria | Fernando Gaviria | Kaden Groves          | Peio Goikoetxea   | UAE Team Emirates                  |
| 2              | Mark Cavendish   | Mark Cavendish   | Mark Cavendish   | Kaden Groves          | Peio Goikoetxea   | UAE Team Emirates                  |
| 3              | Anthon Charmig   | Anthon Charmig   | Mark Cavendish   | Anthon Charmig        | Peio Goikoetxea   | Intermarché–Wanty–Gobert Matériaux |
| 4              | Fausto Masnada   | Fausto Masnada   | Mark Cavendish   | Anthon Charmig        | Peio Goikoetxea   | Intermarché–Wanty–Gobert Matériaux |
| 5              | Jan Hirt         | Jan Hirt         | Jan Hirt         | Anthon Charmig        | Peio Goikoetxea   | Arkéa–Samsic                       |
| 6              | Fernando Gaviria | Jan Hirt         | Fernando Gaviria | Anthon Charmig        | Peio Goikoetxea   | Arkéa–Samsic                       |
| Konečné pořadí | Konečné pořadí   | Jan Hirt         | Fernando Gaviria | Anthon Charmig        | Peio Goikoetxea   | Arkéa–Samsic                       |

- Ve 2. etapě nosil Mark Cavendish, jenž byl druhý v bodovací soutěži, zelený dres, protože lídr této klasifikace Fernando Gaviria nosil červený dres vedoucího závodníka celkového pořadí.
- Ve 3. etapě nosil Fernando Gaviria, jenž byl druhý v bodovací soutěži, zelený dres, protože lídr této klasifikace Mark Cavendish nosil červený dres vedoucího závodníka celkového pořadí.
- Ve 4. etapě nosil Děnis Někrasov, jenž byl druhý v soutěži mladých jezdců, bílý dres, protože lídr této klasifikace Anthon Charmig nosil červený dres vedoucího závodníka celkového pořadí.
- V 6. etapě nosil Fausto Masnada, jenž byl druhý v bodovací soutěži, zelený dres, protože lídr této klasifikace Jan Hirt nosil červený dres vedoucího závodníka celkového pořadí.

## Konečné pořadí
| Legenda | Legenda                         | Legenda | Legenda                               |
| ------- | ------------------------------- | ------- | ------------------------------------- |
|         | Označuje lídra celkového pořadí |         | Označuje lídra soutěže bojovnosti     |
|         | Označuje lídra bodovací soutěže |         | Označuje lídra soutěže mladých jezdců |

### Celkové pořadí
| Pořadí | Jezdec                   | Tým                                | Čas         |
| ------ | ------------------------ | ---------------------------------- | ----------- |
| 1      | Jan Hirt (CZE)           | Intermarché–Wanty–Gobert Matériaux | 22h 35' 43" |
| 2      | Fausto Masnada (ITA)     | Quick-Step–Alpha Vinyl             | + 1' 00"    |
| 3      | Rui Costa (POR)          | UAE Team Emirates                  | + 1' 16"    |
| 4      | Élie Gesbert (FRA)       | Arkéa–Samsic                       | + 1' 18"    |
| 5      | Anthon Charmig (DEN)     | Uno-X Pro Cycling Team             | + 1' 18"    |
| 6      | Kévin Vauquelin (FRA)    | Arkéa–Samsic                       | + 1' 38"    |
| 7      | Kevin Colleoni (ITA)     | Team BikeExchange–Jayco            | + 1' 50"    |
| 8      | Rein Taaramäe (EST)      | Intermarché–Wanty–Gobert Matériaux | + 1' 51"    |
| 9      | Henri Vandenabeele (BEL) | Team DSM                           | + 1' 54"    |
| 10     | Mauro Schmid (SUI)       | Quick-Step–Alpha Vinyl             | + 2' 01"    |

### Bodovací soutěž
| Pořadí | Jezdec                 | Tým                                | Body |
| ------ | ---------------------- | ---------------------------------- | ---- |
| 1      | Fernando Gaviria (COL) | UAE Team Emirates                  | 37   |
| 2      | Kaden Groves (AUS)     | Team BikeExchange–Jayco            | 33   |
| 3      | Jan Hirt (CZE)         | Intermarché–Wanty–Gobert Matériaux | 32   |
| 4      | Mark Cavendish (GBR)   | Quick-Step–Alpha Vinyl             | 28   |
| 5      | Amaury Capiot (BEL)    | Arkéa–Samsic                       | 28   |
| 6      | Kévin Vauquelin (FRA)  | Arkéa–Samsic                       | 25   |
| 7      | Fausto Masnada (ITA)   | Quick-Step–Alpha Vinyl             | 24   |
| 8      | Anthon Charmig (DEN)   | Uno-X Pro Cycling Team             | 24   |
| 9      | Rui Costa (POR)        | UAE Team Emirates                  | 21   |
| 10     | Élie Gesbert (FRA)     | Arkéa–Samsic                       | 18   |

### Soutěž bojovnosti
| Pořadí | Jezdec                        | Tým                                | Body |
| ------ | ----------------------------- | ---------------------------------- | ---- |
| 1      | Peio Goikoetxea (ESP)         | Euskaltel–Euskadi                  | 18   |
| 2      | Antonio Angulo (ESP)          | Euskaltel–Euskadi                  | 17   |
| 3      | Samuele Zoccarato (ITA)       | Bardiani–CSF–Faizanè               | 14   |
| 4      | Victor Langellotti (MON)      | Burgos BH                          | 8    |
| 5      | Jan Hirt (CZE)                | Intermarché–Wanty–Gobert Matériaux | 6    |
| 6      | Mauro Schmid (SUI)            | Quick-Step–Alpha Vinyl             | 6    |
| 7      | Kévin Vauquelin (FRA)         | Arkéa–Samsic                       | 5    |
| 8      | Mark Cavendish (GBR)          | Quick-Step–Alpha Vinyl             | 5    |
| 9      | Jonas Iversby Hvideberg (NOR) | Team DSM                           | 4    |
| 10     | Anthon Charmig (DEN)          | Uno-X Pro Cycling Team             | 3    |

### Soutěž mladých jezdců
| Pořadí | Jezdec                   | Tým                     | Čas         |
| ------ | ------------------------ | ----------------------- | ----------- |
| 1      | Anthon Charmig (DEN)     | Uno-X Pro Cycling Team  | 22h 37' 01" |
| 2      | Kévin Vauquelin (FRA)    | Arkéa–Samsic            | + 20"       |
| 3      | Kevin Colleoni (ITA)     | Team BikeExchange–Jayco | + 32"       |
| 4      | Henri Vandenabeele (BEL) | Team DSM                | + 36"       |
| 5      | Mauro Schmid (SUI)       | Quick-Step–Alpha Vinyl  | + 43"       |
| 6      | Kevin Vermaerke (USA)    | Team DSM                | + 50"       |
| 7      | Filippo Zana (ITA)       | Bardiani–CSF–Faizanè    | + 1' 56"    |
| 8      | Denis Nekrasov (RUS)     | Gazprom–RusVelo         | + 2' 16"    |
| 9      | Luca Covili (ITA)        | Bardiani–CSF–Faizanè    | + 2' 23"    |
| 10     | Hugo Toumire (FRA)       | Cofidis                 | + 3' 14"    |

### Soutěž týmů
| Pořadí | Tým                                | Čas         |
| ------ | ---------------------------------- | ----------- |
| 1      | Arkéa–Samsic                       | 67h 53' 48" |
| 2      | Intermarché–Wanty–Gobert Matériaux | + 7"        |
| 3      | Team DSM                           | + 2' 01"    |
| 4      | Bardiani–CSF–Faizanè               | + 9' 31"    |
| 5      | Quick-Step–Alpha Vinyl             | + 10' 05"   |
| 6      | Gazprom–RusVelo                    | + 10' 44"   |
| 7      | Cofidis                            | + 11' 05"   |
| 8      | UAE Team Emirates                  | + 11' 35"   |
| 9      | Team BikeExchange–Jayco            | + 13' 58"   |
| 10     | Groupama–FDJ                       | + 20' 33"   |